# Stakafell
Stakafell är ett berg i republiken Island. Det ligger i regionen Suðurland, 180 km öster om huvudstaden Reykjavík. Toppen på Stakafell är 728 meter över havet.
Trakten runt Stakafell är nära nog obefolkad, med mindre än två invånare per kvadratkilometer. Det finns inga samhällen i närheten. Trakten runt Stakafell består i huvudsak av gräsmarker.